# Me, We
Me, We (Arbeitstitel: Das kürzeste Gedicht der Welt) ist ein österreichischer Spielfilm von David Clay Diaz aus dem Jahr 2021 mit Verena Altenberger, Lukas Miko, Alexander Srtschin, Barbara Romaner und Anton Noori. Premiere der Tragikomödie war am 9. Juni 2021 auf der Diagonale in Graz. Der österreichische Kinostart erfolgte am 23. Juli 2021. Bei den Biberacher Filmfestspielen 2021 wurde die Produktion als Eröffnungsfilm gezeigt. Der deutsche Kinostart erfolgte am 6. Oktober 2022. Im ORF wurde der Film am 8. Juni 2023 erstmals ausgestrahlt.

## Handlung

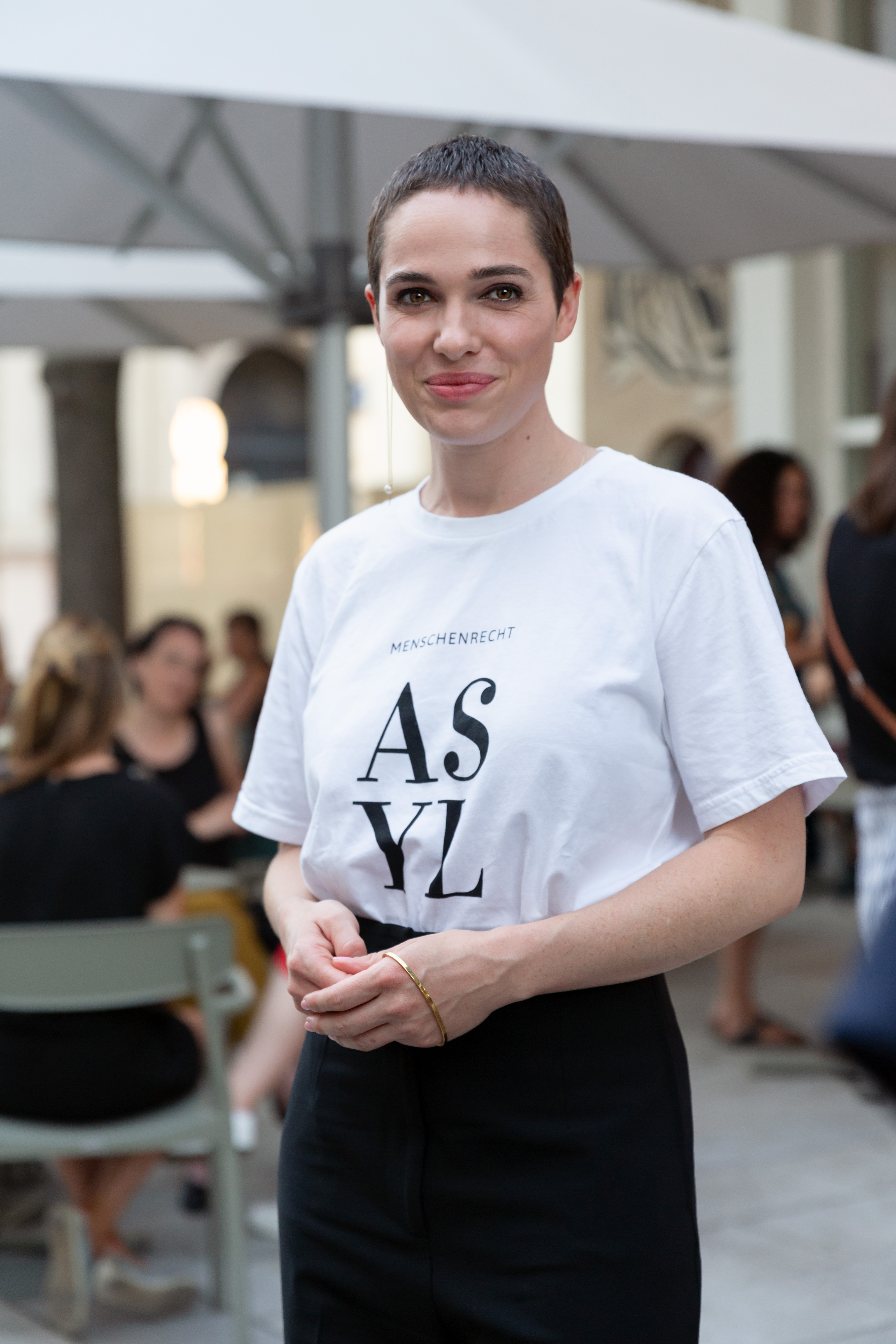
Verena Altenberger beim Kinostart in Wien

Der Film begleitet vier unterschiedliche Menschen und beleuchtet deren Haltung zu Flucht, Migration und Asyl vor dem Hintergrund der Flüchtlingskrise.
- Marie ist eine junge Freiwillige die nach Lesbos fährt, um vor Ort zu helfen und in einem NGO-Camp an der Küste ankommende Flüchtlinge erstzuversorgen. Allerdings ist seit Wochen niemand mehr angekommen. Daher begibt sie sich auf ein NGO-Schiff, dem bald darauf die Flagge entzogen wird, wodurch keine Rettungseinsätze mehr möglich sind. Nachdem sie eines Nachts am Horizont ein Schiff in Seenot zu sehen glaubt, ergreift sie entgegen den Anweisungen der Vorgesetzten und Gesetzen Eigeninitiative und wird selbst zur Schiffbrüchigen.
- Marcel versucht mit seiner Gruppe halbstarker Burschen seine eigene Vorstellung vom Schutz Österreichs umzusetzen. Sie sehen ihre Heimat durch Zuwanderung bedroht und organisieren einen Begleitschutz für Frauen aus Angst vor übergriffigen Migranten. Mit ihren auffrisierten Mopeds fahren sie durch die Gegend um für ihre Organisation zu werben.
- Fernsehredakteurin Petra nimmt mit Mohammed einen unbegleiteten minderjährigen Flüchtling bei sich auf, sie möchte ihn in Österreich bestmöglich integrieren. Dabei übersieht sie, dass dies auch bedeutet, individuelle Grenzen zu respektieren. Sie drängt Mohammed ihre eigenen Vorstellungen auf und gibt ihm wenig Raum für seine eigenen. Mohammed offenbart ihr schließlich, dass er weder minderjährig noch aus Syrien sei, dies habe er nur angegeben, um seine Chancen auf Asyl zu erhöhen.
- Gerald leitet in Wien ein Asylheim, das nach Beschwerden von Anrainern über das Verhalten der Bewohner mit Schließung bedroht ist, sollte es weiterhin Schwierigkeiten geben. Gerald legt Wert auf Mitmenschlichkeit im Umgang mit seinen Schützlingen, wird aber vom jungen, traumatisierten Asylwerber Aba immer wieder provoziert. Geralds Hilflosigkeit schlägt zunehmend in Aggression um.[4]

## Produktion und Hintergrund

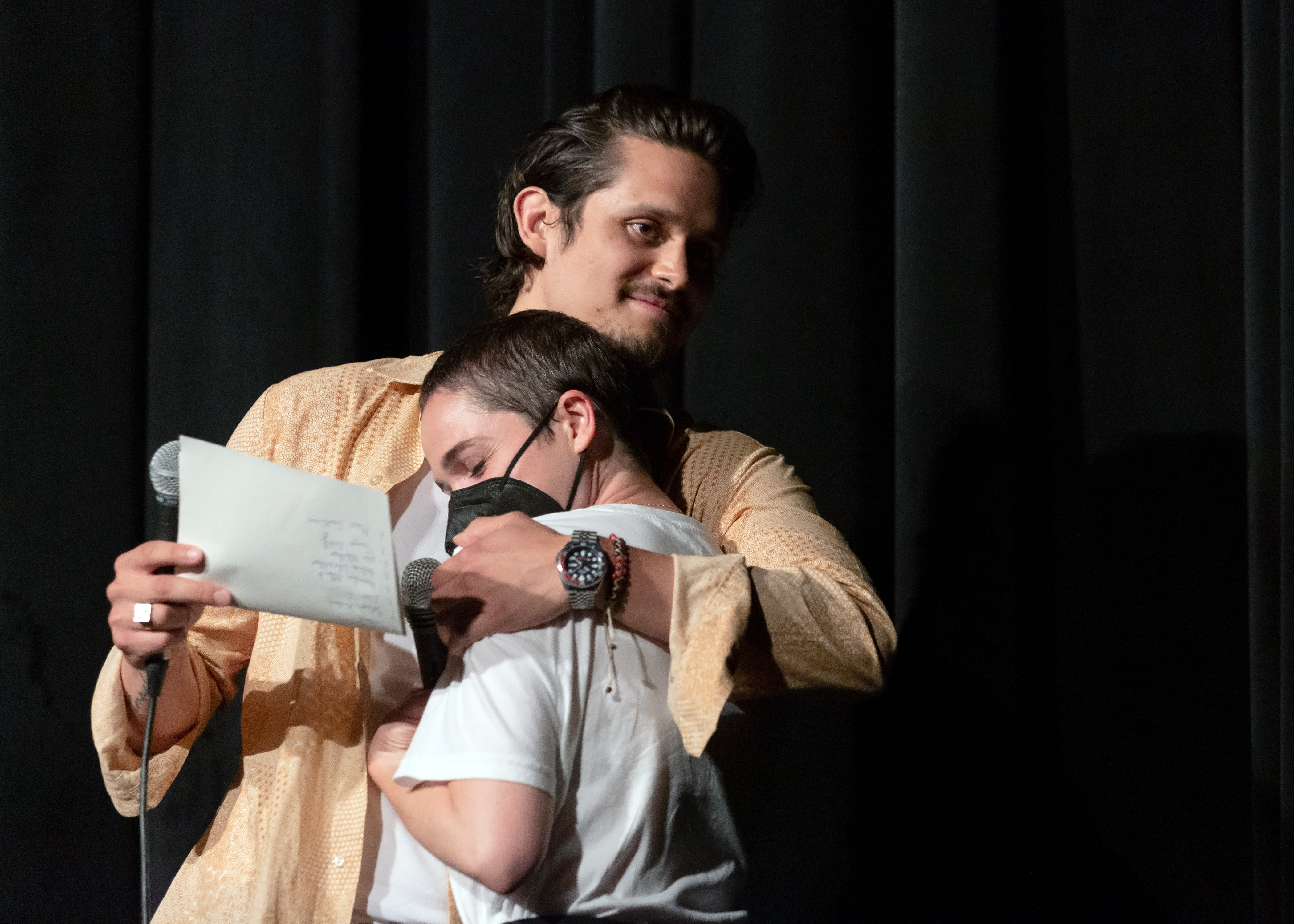
David Clay Diaz und Verena Altenberger

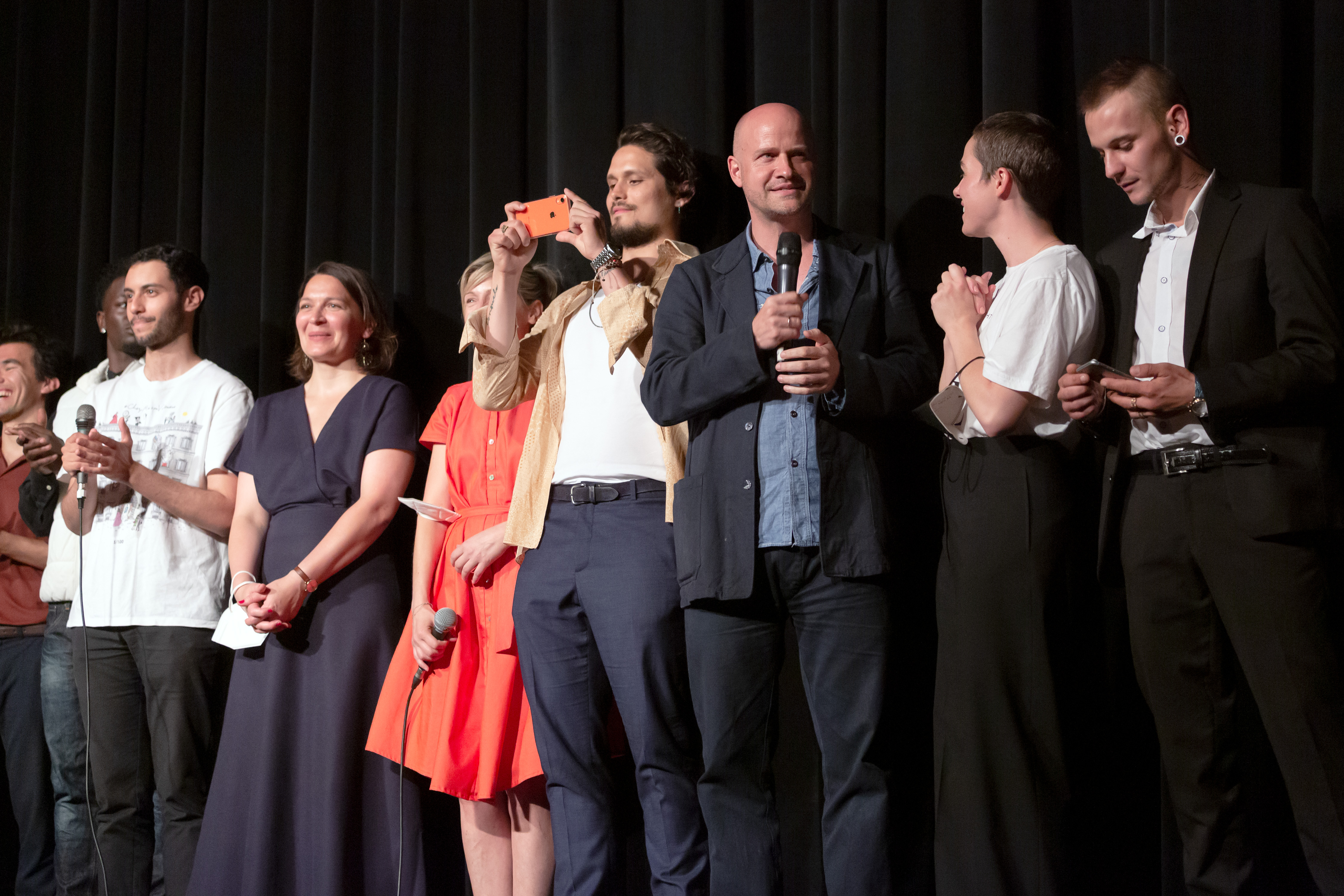
Wien-Premiere im Stadtkino im Künstlerhaus

Die Dreharbeiten fanden im Juli und August 2019 in Wien und Umgebung sowie auf Lesbos statt.
Unterstützt wurde der Film vom Österreichischen Filminstitut, beteiligt war der Österreichische Rundfunk. Produziert wurde der Film von der österreichischen coop99 (Produzenten Antonin Svoboda, Bruno Wagner und Barbara Albert).
Für den Ton zeichnete Michael Zachhuber verantwortlich, für das Kostümbild Veronika Albert, für das Szenenbild Julia Libiseller und für die Maske Ursula Braun.
1975 trat Muhammad Ali in Harvard auf und hielt einen Vortrag, im Zuge dessen ihn Studenten nach einem Gedicht fragten und er mit Me, We das „kürzeste Gedicht der Welt“ improvisierte.

## Rezeption
Ute Baumhackl lobte den Film auf kleinezeitung.at als starken Spielfilmauftakt und erschütternden, hoch politischen und an manchen Stellen nachgerade unheimlichen Film, der dank brillanter schauspielerischer Leistungen mitreiße und berühre.
Christian Pogatetz befand auf Uncut.at, dass das episodenhafte Drama mit einer lebhaften Inszenierung, weitestgehend frei von Kitsch und Manipulation und überzeugender Darstellerregie begeistere. Me, We sei ein aufwühlendes Episodendrama mit einer virtuosen Inszenierung und großartigem Schauspiel sowie nervenaufreibendes und mutiges Kino aus Österreich.
Reinhard Kriechbaum schrieb auf drehpunktkultur.at, dass David Clay Diaz und Senad Halilbašić ziemlich gut beobachtet und extrem lebensnahe Geschichten mit Mutterwitz entworfen hätten. Die hochrangige Schauspieler-Besetzung mache sich bezahlt. Beim lustvollen Fabulieren seien die Filmemacher gelegentlich übers Ziel hinaus geschossen, die 115 Minuten Filmlänge wirkten gar ein wenig üppig.
Marina Pavido meinte auf cinema-austriaco.org, dass Me, We ein tiefgründiger und überhaupt nicht vorhersehbarer Chorfilm sei. Diaz sei es gelungen, uns ein umfassendes und facettenreiches Porträt nicht nur von Österreich, sondern auch vom heutigen Europa zu schenken.
Bert Rebhandl befand auf DerStandard.at, dass uns der Film im Großen und Ganzen mit in eine Bewegung niemals eindeutiger Erfahrungen mitnehme. Die enorme Bandbreite an zwischenmenschlichen Situationen, die sich daraus ergeben, lote David Clay Diaz sehr gut aus. Über den aufrüttelnden psychischen Realismus könne man sicher viel diskutieren, sehenswert sei der Film aber in jedem Fall.
Andrey Arnold urteilte in der österreichischen Tageszeitung Die Presse, dass Altenbergers bodenständige Ausstrahlung der Figur jene Erdung verleihe, die das Drehbuch von Diaz und Halilbašić schuldig bleibe. Das Erzählgeflecht wirke zwar weniger konstruiert als Diaz’ Debüt Agonie, die Skriptblätter würden aber weiterhin unüberhörbar rascheln. Der Diagonale-Schauspielpreis für Lukas Miko sei aber verdient.

## Auszeichnungen und Nominierungen
Diagonale 2021

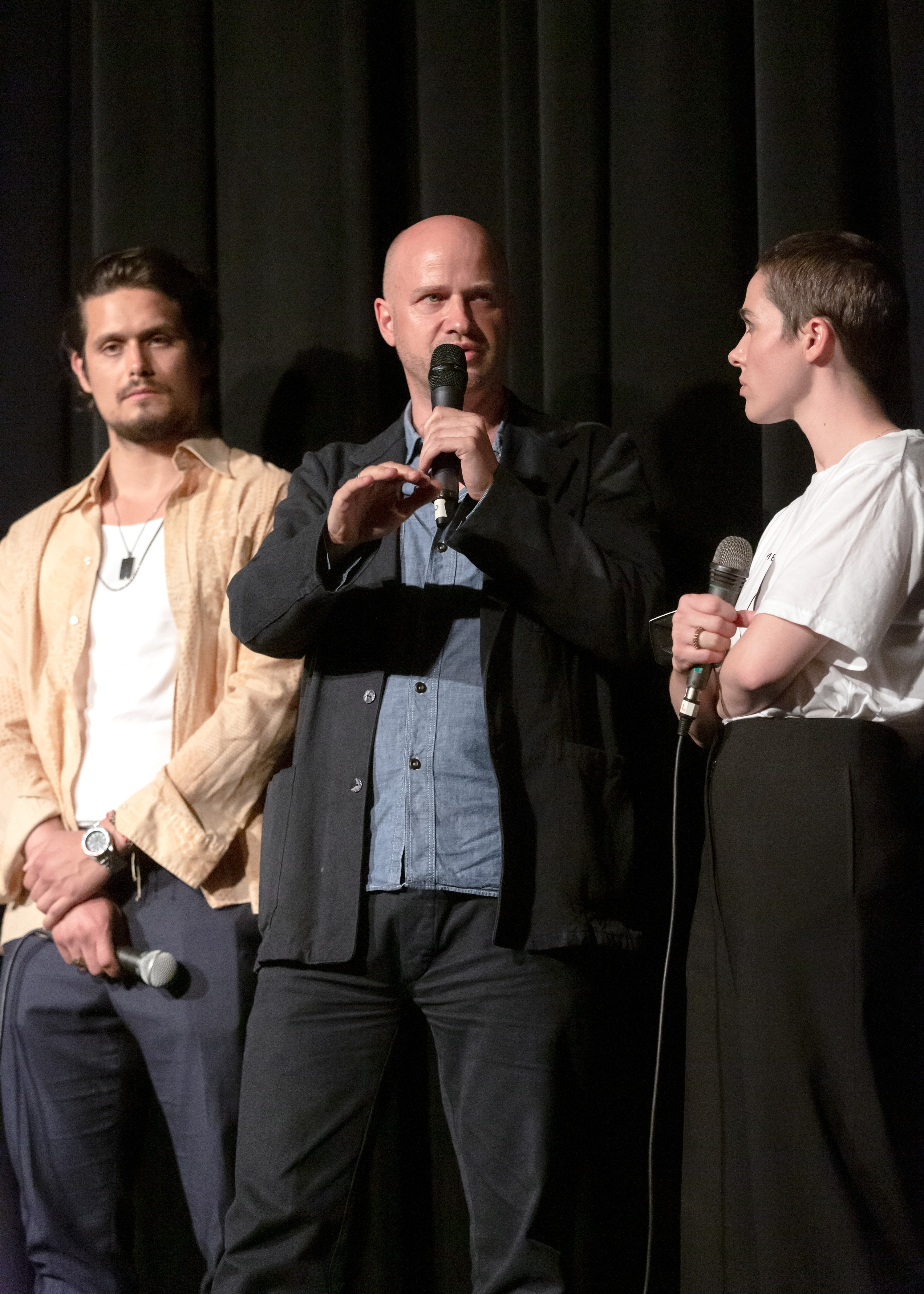
David Clay Diaz, Lukas Miko und Verena Altenberger

- Auszeichnung mit dem Schauspielpreis (Lukas Miko)[19][20]

Filmkunstfest Mecklenburg-Vorpommern 2021
- Auszeichnung mit dem Hauptpreis Der Fliegende Ochse (David Clay Diaz)[21]

Braunschweig International Film Festival 2021
- Nominierung für den deutsch-französischen Jugendpreis KINEMA[22]
- Nominierung für den Braunschweiger Filmpreis (bester Nachwuchsschauspieler Alexander Srtschin)[23]

Österreichischer Filmpreis 2022
- Nominierung als Bester Spielfilm (Produktion Bruno Wagner, Barbara Albert, Antonin Svoboda, Regie David Clay Diaz)